# Super Mario Party Jamboree
Super Mario Party Jamboree is een partyspel van Nintendo. Het kwam wereldwijd uit op 17 oktober 2024 voor de Nintendo Switch, en is het dertiende deel uit de Mario Party-serie.
Een upgrade van het spel verscheen op 24 juli 2025 voor de Nintendo Switch 2 onder de titel Super Mario Party Jamboree: Nintendo Switch 2 Edition + Jamboree TV. Het spel bevat onder meer nieuwe spelmodi en minispellen.

## Gameplay
Net als andere spellen in de Mario Party-serie is de hoofdmodus van Super Mario Party Jamboree, simpelweg "Mario Party" genoemd, een interactief bordspel waarin maximaal vier spelers, door mensen of computers bestuurd, tegen elkaar strijden om de meeste sterren te verzamelen aan het einde van een bepaald aantal beurten (tien tot en met dertig), met verschillende items en bordmechanismen die de kans op succes van de spelers vergroten of verkleinen. Na elke beurt spelen de spelers een minigame. De meeste minigames gebruiken bewegingsbesturing, maar het is mogelijk om de bewegingsgestuurde minigames uit te schakelen om minigames alleen met knopbesturing te kunnen spelen.

## Speelbare personages
De volgende personages zijn speelbaar:
- Mario
- Luigi
- Princess Peach
- Princess Daisy
- Wario
- Waluigi
- Yoshi
- Toadette
- Toad
- Rosalina
- Donkey Kong
- Birdo
- Bowser
- Goomba
- Shy Guy
- Koopa Troopa
- Monty Mole
- Bowser Jr.
- Boo
- Spike
- Pauline (nieuw, vrijspeelbaar)
- Ninji (nieuw, vrijspeelbaar)

## Ontvangst
Bij de release kreeg Super Mario Party Jamboree overwegend positieve recensies van critici. Het werd de hoogst scorende game in de Mario Party-serie op Metacritic sinds de Nintendo GameCube. Het spel kreeg veel lof voor de selectie van borden. Critici prezen ook de toevoegingen aan de traditionele Mario Party-modus, zoals de Jamboree-partners. De meningen over de andere nieuwe modi, zoals de Koopathalon en Paratroopa Flight School, waren gemengder, waarbij critici vonden dat ze te weinig opnieuw gespeeld kunnen worden.